# Antoine Berthezène
Pour les articles homonymes, voir Berthezène.
Antoine Berthezène est un homme politique français, né le 15 mars 1759 à Saint-Jean-du-Gard (Gard) et mort le 19 juillet 1840 dans la même ville.

## Mandats
- Député du Gard (1792-1805)